# 罗曼·克罗伊齐格尔
罗曼·克罗伊齐格尔（捷克語：Roman Kreuziger，ˈroman ˈkrojt͡sɪˌɡr̩̩ ，1986年5月6日—）是一位捷克公路自行车运动员。现在代表意大利的利克维加斯体育队。2004年成为公路自行车的19岁以下世界冠军。2007年在环瑞士自行车赛中获得第二名，2008年获得第一名。2009年在环罗芒德自行车赛中获得第一名。2010年2月在环撒丁岛自行车赛中获得了冠军。他已经两次排在环法自行车赛的前10名。
2008年参加北京奥运会，在公路自行车比赛中获得了第45名。

## 世界三大赛结果
| 大赛 | 2007年 | 2008年 | 2009年 | 2010年 | 2011年 |
| ---- | ------ | ------ | ------ | ------ | ------ |
| 环意 | -      | -      | -      | -      | 6      |
| 环法 | -      | 13     | 9      | 9      | 112    |
| 环西 | 21     | -      | 61     | 28     |        |

## 官方网站
- 官方网站 （页面存档备份，存于）